# 8456 Дейвгріп
8456 Дейвгріп (8456 Davegriep, 1981 EJ7, 1992 GP1) — астероїд головного поясу, відкритий 1 березня 1981 року.
Тіссеранів параметр щодо Юпітера — 3.189.